# 4922 Лєшин
4922 Лєшин (4922 Leshin) — астероїд головного поясу, відкритий 2 березня 1981 року.
Тіссеранів параметр щодо Юпітера — 3,352.